# Dekanat Leśna
Dekanat Leśna – jeden z 28 dekanatów w rzymskokatolickiej diecezji legnickiej.

## Parafie
W skład dekanatu wchodzi 7 parafii:
- Parafia św. Antoniego Padewskiego – Grabiszyce (Grabiszyce Średnie)
- Parafia Ścięcia św. Jana Chrzciciela – Kościelnik
- Parafia św. Jana Chrzciciela – Leśna
- Parafia Niepokalanego Serca Najświętszej Maryi Panny – Platerówka
- Parafia św. Marii Magdaleny – Radzimów Górny (Radzimów)
- Parafia Podwyższenia Krzyża Świętego – Sulików
- Parafia św. Józefa Rzemieślnika – Zawidów